# Gare de Perpignan
Pour le tableau de Salvador Dalí, voir La Gare de Perpignan.
La gare de Perpignan est une gare ferroviaire française, située à proximité du centre-ville de Perpignan, dans le département des Pyrénées-Orientales, en région Occitanie.
Elle est mise en service en 1858, par la Compagnie des chemins de fer du Midi et du Canal latéral à la Garonne. Salvador Dalí voyait l'univers « semblable par sa structure à la gare de Perpignan ». La gare a pour surnom le « centre du monde », d'après les mots de ce peintre, qui en fit plusieurs fois référence comme « centre cosmique de l'univers » ; elle lui inspira, en 1965, la toile intitulée La Gare de Perpignan.
C'est une gare de la Société nationale des chemins de fer français (SNCF), desservie par des TGV inOui et Ouigo, des AVE, des Intercités de nuit et des trains express régionaux du réseau TER Occitanie.

## Situation ferroviaire
Gare de bifurcation, elle est située au point kilométrique (PK) 467,512 de la ligne de Narbonne à Port-Bou (frontière) et au même PK de la ligne de Perpignan à Villefranche - Vernet-les-Bains. Elle était l'origine de la ligne de Perpignan à Thuir, ligne privée aujourd'hui déposée. Son altitude est de 37 mètres.
La ligne de Perpignan à Figueras (LGV) s'embranche sur la ligne de Perpignan à Villefranche - Vernet-les-Bains à 3,6 km de la gare de Perpignan.

## Histoire
Le chemin de fer arrive à Perpignan, en 1858, avec l'ouverture au trafic de la voie ferrée de Narbonne à Perpignan, première section de la ligne de Narbonne à Port-Bou (frontière). Lors de sa mise en service le 20 février les trains s'arrêtent dans une station terminus provisoire établie au Vernet, aujourd'hui un quartier de Perpignan, en attendant la fin de la construction du pont sur la Têt. Une première traversée du pont a lieu le 10 juillet et le 20 du même mois la décision est prise pour la création d'une gare proche de la ville, mais en campagne hors des remparts. Les premiers bâtiments sont construits provisoirement en bois.
En 1860 on ouvre la route départementale 8 bis, pour faciliter la liaison avec la ville et son centre, cela favorise des constructions d'habitations implantées sans autorisation autour de la gare et le long de la route. Pour organiser l'urbanisation, la ville établit un plan d'alignement du quartier mais les servitudes militaires et les remparts sont un frein au développement pourtant encouragé par des réalisations de voirie comme le tunnel piéton réalisé sous le remblai pour faciliter la relation avec le quartier Saint-Assiscle.
Elle devient une gare de passage, lors de la mise en service, le 21 mars 1866, du prolongement de la ligne jusqu'à Collioure, par la Compagnie des chemins de fer du Midi et du Canal latéral à la Garonne. Les travaux de construction de ce prolongement ont été financés et réalisés par l'État, du fait de son importance estimée plus stratégique qu'économique. Dans les années 1880, l'ambiance du quartier est encore très rurale et la circulation pour les piétons autour de la gare est réputée dangereuse du fait à la fois de l'absence d'éclairage public ainsi que de la présence de nombreuses charrettes et de troupeaux de bœufs.
Une ligne à grande vitesse est construite entre le 15 novembre 2004 et la mise en service du tronçon Perpignan – Figueras, le 19 décembre 2010. La liaison à grande vitesse vers Barcelone et Madrid est assurée à partir du 15 décembre 2013, mais la desserte de cette dernière ville est supprimée en décembre 2022 en raison de la dissolution de l'alliance Renfe-SNCF en Coopération ; la Renfe la relance seule en juillet 2023, dans le cadre de l'ouverture à la concurrence.
Dans l'attente de l'ouverture de la ligne nouvelle vers l'Espagne, la ville s'était lancée dans le projet de rénovation du quartier historique de la gare, au niveau de la Basse et de l'ancienne gare de triage. Le projet consiste en un nouveau bâtiment, tout en conservant l'ancien, une gare routière, et un nouveau quartier d'affaires autour de la gare. Le projet est terminé en 2011.

### Fréquentation
En 2020, selon les estimations de la SNCF, la fréquentation annuelle de la gare était de 1 050 546 voyageurs.
De 2015 à 2023, selon les estimations de la SNCF, la fréquentation annuelle de la gare s'élève aux nombres indiqués dans le tableau ci-dessous.
| Année                      | 2015      | 2016      | 2017      | 2018      | 2019      | 2020      | 2021      | 2022      | 2023      |
| -------------------------- | --------- | --------- | --------- | --------- | --------- | --------- | --------- | --------- | --------- |
| Voyageurs seuls            | 1 758 375 | 1 562 086 | 1 629 171 | 1 370 425 | 1 390 185 | 1 050 546 | 1 496 637 | 1 809 687 | 2 058 369 |
| Voyageurs et non voyageurs | 2 197 968 | 1 952 608 | 2 036 464 | 1 713 031 | 1 737 732 | 1 313 182 | 1 870 796 | 2 262 109 | 2 572 961 |

## Service des voyageurs

### Accueil

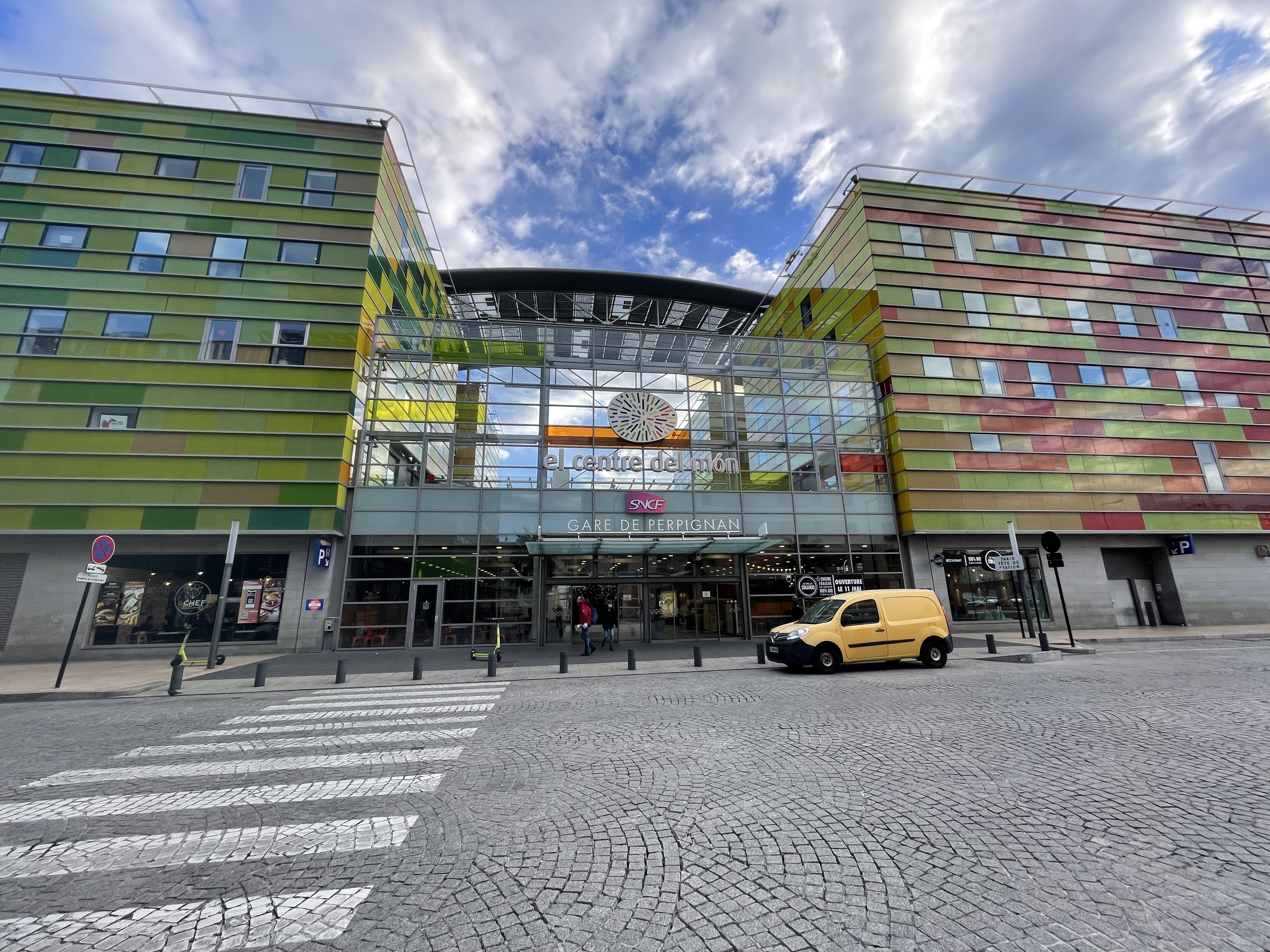
L'entrée ouest de la gare.

Situé à proximité du centre ville, le bâtiment voyageurs dispose de guichets ouverts tous les jours, des distributeurs automates sont également disponibles.

### Desserte

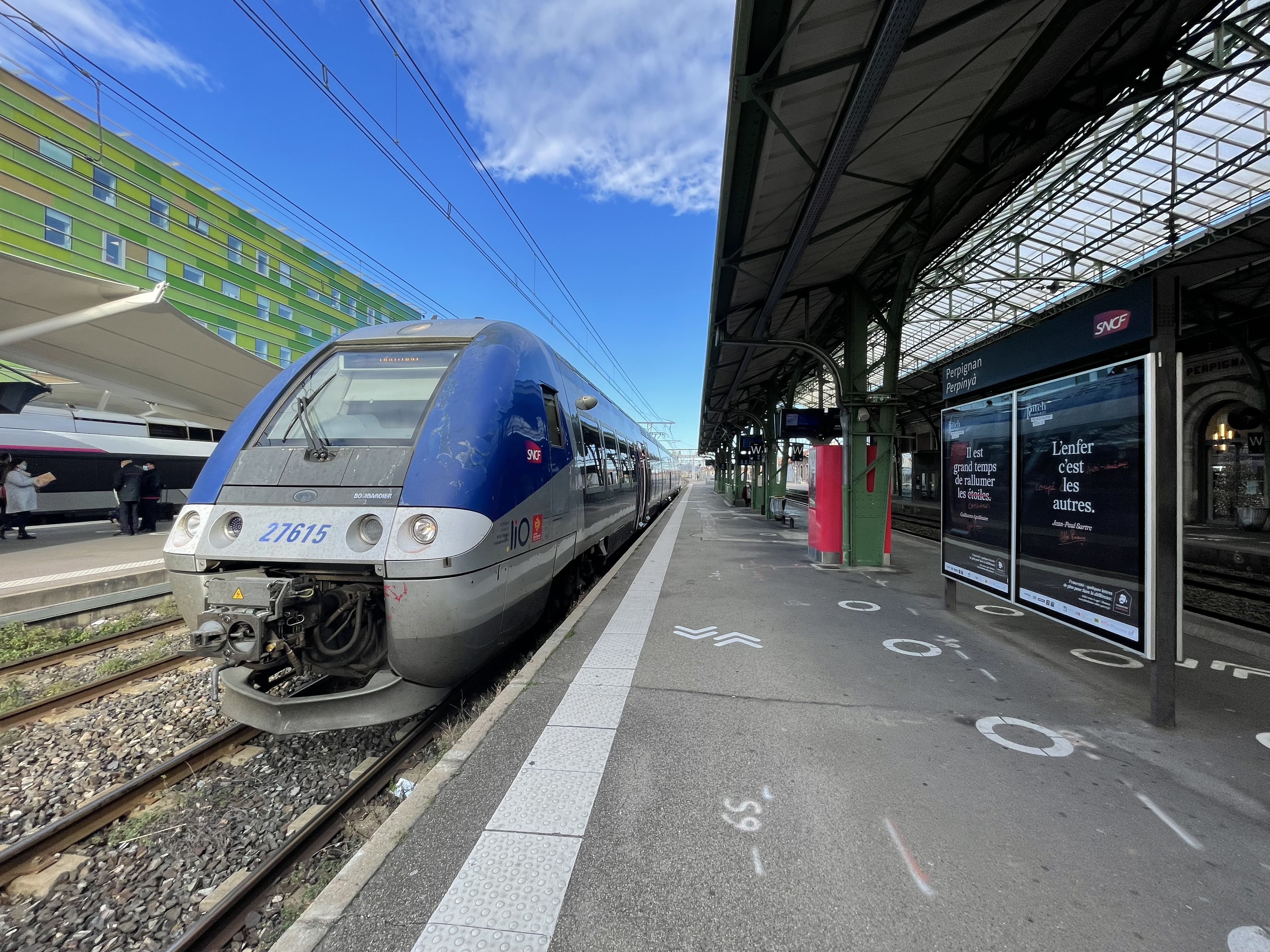
Un TER s'apprête à effectuer son service jusqu'à Portbou.

La gare est desservie par tous les trains réguliers de voyageurs qui y passent.

#### TGV inOui
- Paris-Gare-de-Lyon – Nîmes – Montpellier – Narbonne – Perpignan / Figueras – Gérone – Barcelone
- Bruxelles – Lille – Arras – TGV Haute-Picardie – Roissy – Marne-la-Vallée – Lyon – Valence – Nîmes – Montpellier – Sète – Agde – Béziers – Narbonne – Perpignan

#### Ouigo
Paris-Gare-de-Lyon – Nîmes – Montpellier – Narbonne – Perpignan

#### AVE
- Marseille – Avignon TGV – Nîmes – Montpellier – Narbonne – Perpignan – Figueras – Gérone – Barcelone – Saragosse – Madrid
- Lyon – Valence – Nîmes – Montpellier – Béziers – Narbonne – Perpignan – Figueras – Gérone – Barcelone

#### Intercités de nuit
Paris-Austerlitz – Nîmes – Montpellier – Sète – Agde – Béziers – Narbonne – Perpignan – Cerbère

#### TER Occitanie
- Avignon-Centre – Nîmes – Montpellier – Sète – Agde – Béziers – Narbonne – Perpignan – Cerbère – Portbou
- Toulouse – Perpignan – Cerbère
- Perpignan – Villefranche-de-Conflent

## Service des marchandises
Le service du fret est assuré par la gare de Perpignan-Saint-Charles.

## La gare et Salvador Dalí
Salvador Dalí considérait la gare de Perpignan comme le lieu privilégié de son inspiration : « C'est toujours à la gare de Perpignan […] que me viennent les idées les plus géniales de ma vie […] L'arrivée à la gare de Perpignan est l'occasion d'une véritable éjaculation mentale qui atteint alors sa plus grande et sublime hauteur spéculative […] Eh bien, ce 19 septembre, j'ai eu à la gare de Perpignan une espèce d'extase cosmogonique plus forte que les précédentes. J'ai eu une vision exacte de la constitution de l'univers. L'univers qui est l'une des choses les plus limitées qui existe serait, toutes proportions gardées, semblable par sa structure à la gare de Perpignan. »
À partir de 1960, Dalí se référa à plusieurs reprises à la gare comme « centre cosmique de l'univers », entre autres formules. Il cita pour la première fois la gare dans ces termes lorsqu'il envisagea la stéréoscopie comme moyen de représentation de la troisième dimension,. Cette citation fut reprise lors d'une conférence en 1983 à propos de La Queue d'aronde avec le mathématicien René Thom, qui assura au peintre « que l'Espagne pivote précisément – pas dans la zone de – mais exactement là où se trouve l'actuelle gare de Perpignan ».
En retour, la rénovation de la gare effectuée à la fin du XXe siècle intègre plusieurs éléments de l'univers du peintre. En 1982, le plafond du hall est peint dans son style (maquette de Robert d'Hoosche peinte par Jacques Charansonnet sur commande de la SNCF) et le dallage posé devant la station s'inspire du tableau La Gare de Perpignan. Le centre commercial créé à partir de 2010 est baptisé el Centre del Món (ce qui signifie « le centre du monde » en catalan). Toutefois, fin 2013 le plafond dalinien est supprimé, simplement repeint en blanc.

## Autres mentions
Charles Trenet fait mention de la gare dans sa chanson À la gare de Perpignan.